# Lijst van kastelen in Denemarken
Hieronder staat een lijst van kastelen en paleizen in Denemarken.

## A
- Aalborghus Slot in Aalborg
- Aalholm Slot op Lolland
- Absalons Borg (ruïne) in Kopenhagen
- Aggersborg bij Limfjord
- Amalienborg in Kopenhagen
- Arresødal Slot bij Kopenhagen
- Augustenborg Slot in Augustenborg

## B
- Bernstorff Slot in Gentofte
- Borgring bij Køge
- Borreby Slot in Skælskør
- Brundlund Slot in Åbenrå

## C
- Charlottenlund Slot bij Kopenhagen
- Christiansborg Slot in Kopenhagen

## D
- Dragsholm Slot in Hørve
- Dronningholm Slot (ruïne) bij Frederiksværk
- Dronninglund Slot in Dronninglund

## E
- Egeskov Slot in Kværndrup
- Engelsholm Slot in Bredsten
- Eremitageslottet in Jægersborg

## F
- Fredensborg Slot in Fredensborg
- Frederiksberg Slot in Frederiksberg
- Frederiksborg Slot in Hillerød
- Frijsenborg Slot in Hammel
- Fuglsang in Toreby (Guldborgsund)
- Fyrkat bij Hobro

## G
- Gamleborg op Bornholm
- Gavnø Slot bij Næstved op Flickr
- Gisselfeld Slot in Næstved
- Glorup Slot in Ørbæk
- Gram Slot in Gram
- Gråsten Slot in Gråsten

## H
- Haderslevhus in Haderslev
- Hagenskov Slot in Ebberup
- Hammershus op Bornholm
- Harridslevgaard Slot in Bogense
- Havreholm Slot in Kopenhagen
- Hindsgavl Slot in Middelfart
- Hirschholm Slot in Fredensborg
- Højriis Slot in Morso
- Holbæk Slot in Holbæk
- Holckenhavn Slot in Nyborg
- Hvedholm Slot in Faaborg
- Hvidkilde Slot in Svendborg

## J
- Jægerspris Slot in Jægerspris

## K
- Kalø Slot bij Ronde
- Kalundborg Slot in Kalundborg
- Klintholm Slot in Borre
- Knuthenborg op Lolland
- Københavns Slot in Kopenhagen
- Kokkedal Slot (Nordjylland) in Brovst
- Koldinghus in Kolding
- Krengerup Slot bij Glamsbjerg
- Kronborg in Helsingør

## L
- Langesø Slot in Morud
- Ledreborg Slot in Lejre
- Lerchenborg in Kalundborg
- Lilleborg op Bornholm
- Lindenborg Slot in Aalborg
- Liselund Slot op eiland Møn
- Lykkesholm Slot in Ørbæk
- Lyksborg Slot of Glücksburg bij Fredensborg

## M
- Marienlyst Slot in Helsingør
- Marselisborg Slot in Aarhus
- Meilgaard Slot in Glesborg

## N
- Nonnebakken in Odense
- Nordborg Slot in Nordborg
- Nyborg Slot in Nyborg
- Nykøbing Slot op Falster
- Nørlund Slot in Nørager
- Nørre Vosborg in Vemb

## O
- Odense Slot in Odense

## R
- Rosenborg Slot in Kopenhagen
- Rosenholm Slot in Hornslet

## S
- Sandbjerg Slot in Sønderborg
- Schackenborg Slot bij Tønder
- Selsø Slot in Skibby
- Silkeborg Slot in Silkeborg (restanten)
- Skanderborg Slot in Skanderborg
- Søborg Slot (ruïne) bij Gilleleje
- Sønderborg Slot in Sønderborg
- Sophienberg Slot in Rungsted
- Sorgenfri Slot in Lyndby
- Sostrup Slot in Grenå
- Spøttrup Borg bij Skive

## T
- Tirsbæk Slot bij Vejle
- Tranekær Slot in Tranekær
- Trelleborg (museum) bij Slagelse
- Tårnborg bij Korsør

## U
- Ulstrup Slot in Ulstrup

## V
- Valdemars Slot in Svendborg
- Vallø Slot bij Køge
- Veksø Slot in Stenløse
- Voergaard Slot in Dronninglund
- Vordingborg Slot (ruïne) in Vordingborg

Albanië · Armenië · België · Bosnië-Herzegovina · Bulgarije · Cyprus · Denemarken · Duitsland · Engeland · Estland · Finland · Frankrijk · Griekenland · Hongarije · Ierland · Italië · Kroatië · Letland · Litouwen · Luxemburg · Nederland · Noorwegen · Oostenrijk · Polen · Portugal · Roemenië · Schotland · Servië · Slovenië · Slowakije · Spanje · Tsjechië · Wales · Zweden · Zwitserland